# Plasmalampe

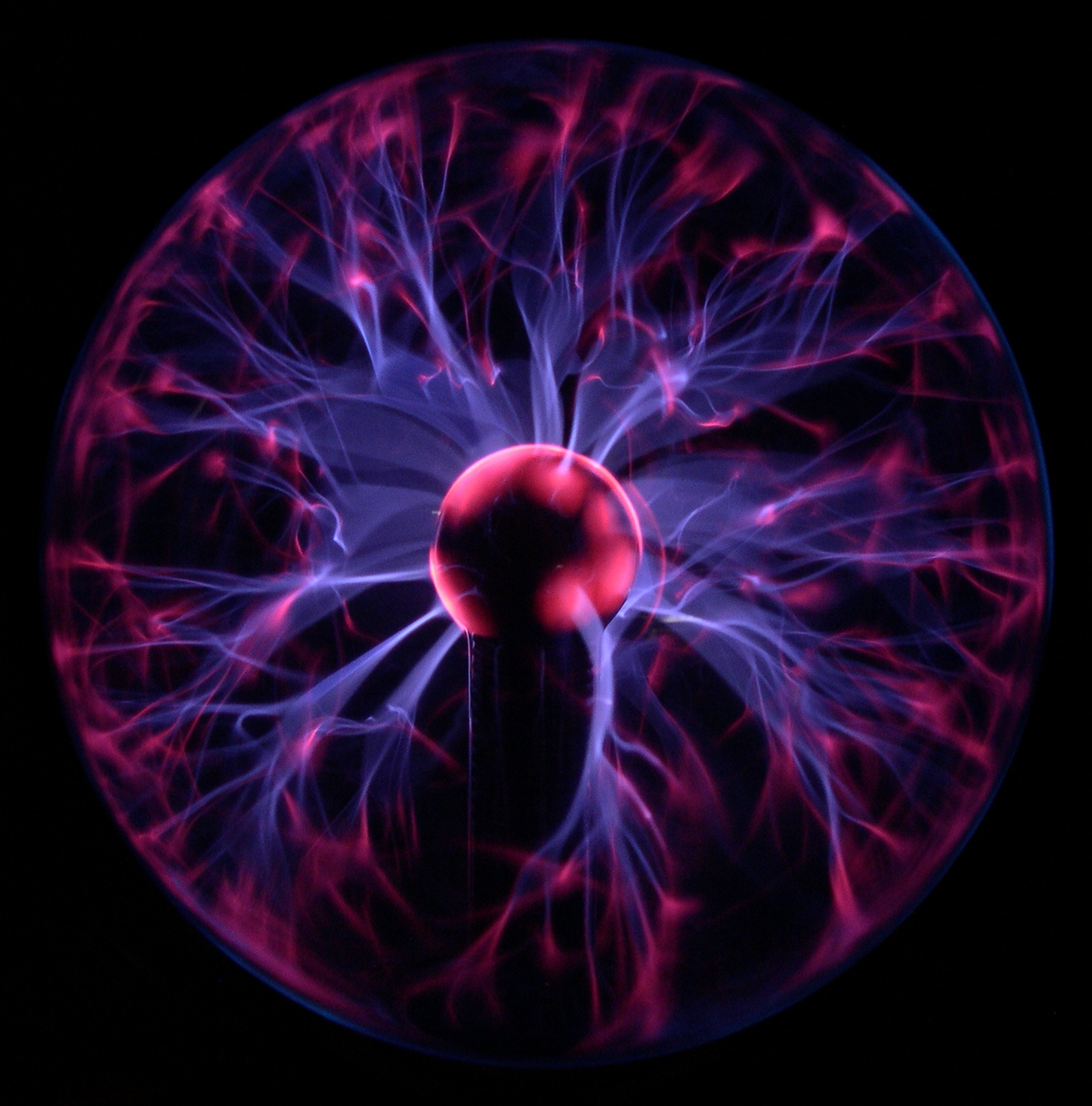
Eine Plasmakugel

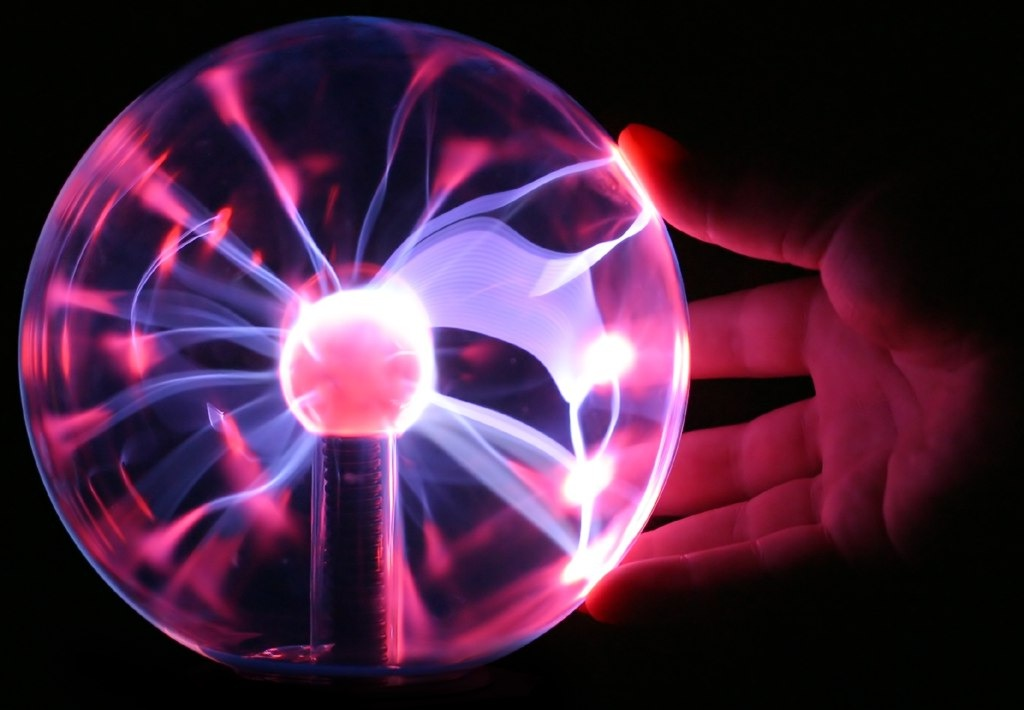
Durch Berührung ausgelöste Verzerrungen der Entladungen im Inneren der Lampe

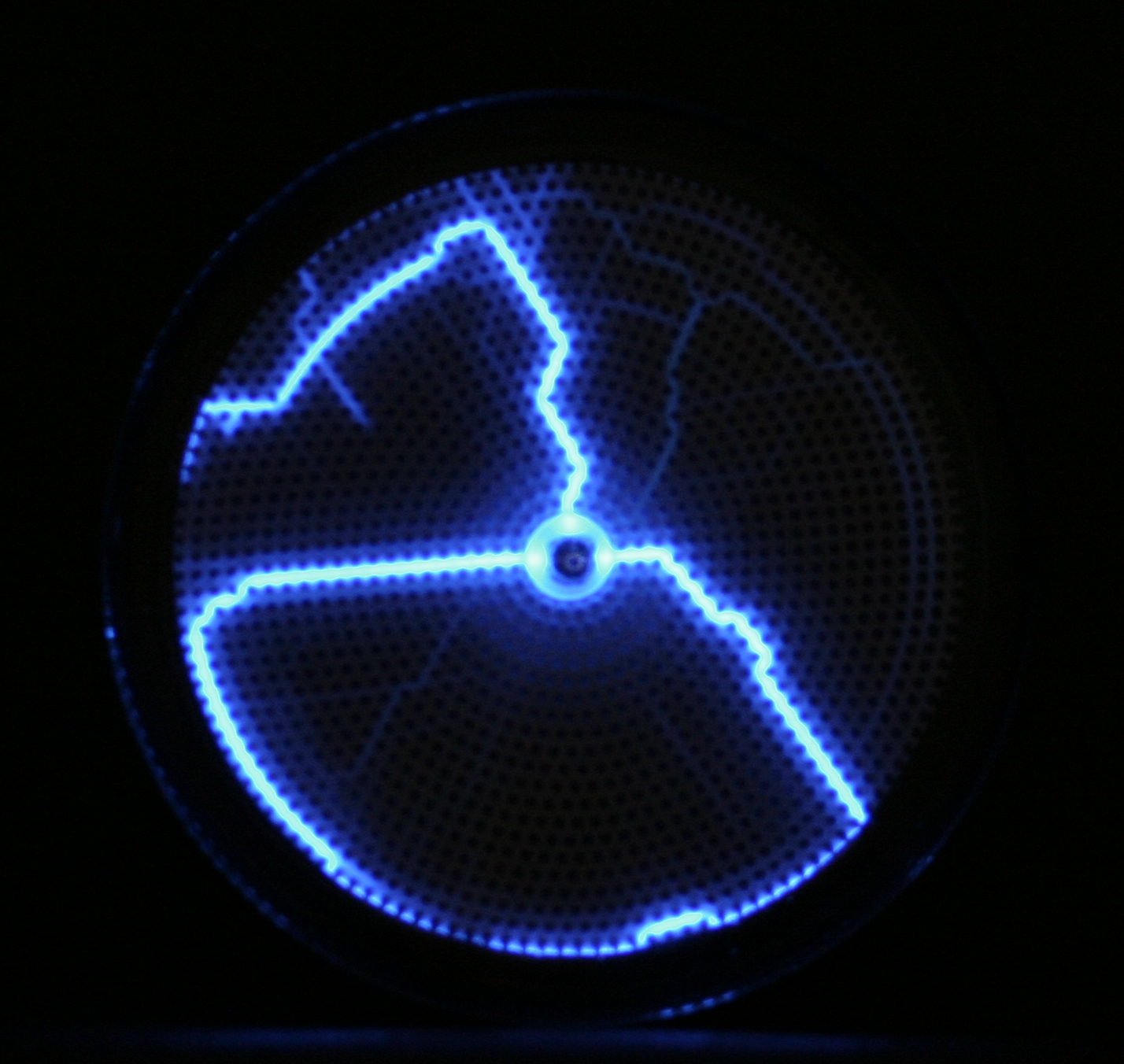
5 cm große blaue Plasmascheibe

Eine Plasmalampe ist ein physikalisches Spielzeug mit dielektrischer Barriereentladung, das vor allem in den 1980er Jahren beliebt war.
Sie wurde im Jahr 1892 von Nikola Tesla erfunden und diente der Untersuchung von Plasma. 1894 erlangte Tesla ein Patent auf seine Erfindung. Tesla selbst nannte seine Erfindung „Edelgas-Entladungsröhre“ („Inert Gas Discharge Tube“). 
Plasmalampen werden auch Plasmakugel, Plasmaglobus, Plasmaball oder Plasmasphären genannt. Es gibt sie in verschiedenen Formen, zum Beispiel in Zylinderform.

## Funktion
Obwohl unzählige Variationen existieren, bleibt das Prinzip gleich. Eine Plasmalampe ist normalerweise eine durchsichtige Glaskugel, die mit einer Mischung von Argon, Neon und Stickstoff bei niedrigem Druck gefüllt ist. Sie wird mit einer Wechselspannung von ca. 20 kHz und einigen Kilovolt betrieben, die im Sockel der Lampe von einem speziellen Transformator für hohe Frequenzen mit einer Oszillatorschaltung erzeugt wird. Eine kleine Kugel im Zentrum dient als Elektrode. Die Gegenelektrode bildet die über das Stromnetz verbundene Umgebung.
Beim Einschalten des Stroms wird das Gas ionisiert und die freien Ladungsträger im radial ausgerichteten elektrischen Feld beschleunigt. Die leichteren Elektronen erhalten schnell genügend Energie, so dass sie durch Stoßionisation weitere Ladungsträgerpaare erzeugen. Durch Stoßanregung und Rekombination entsteht das für das Füllgas charakteristische Leuchten, siehe Glimmentladung.
Die Einschnürung der Entladung zu Filamenten (von lateinisch filum „Faden, Saite, Faser“) beruht auf folgender Instabilität: Unterschiedliche Raumladung positiver Ionen führt zu entsprechender Konzentration der Elektronen und damit der elektrischen Stromdichte und der Stoßionisation, was die ursprünglichen Unterschiede verstärkt. Die Filamente erwärmen sich geringfügig und steigen durch Konvektion auf. Die Glaskugel sorgt durch ihre Auf- und Umladung im Takt der Wechselspannung (siehe Kondensator) sowohl für eine Begrenzung der Stromstärke als auch für eine Verteilung des Stroms über die Oberfläche – wäre die Kugel elektrisch leitfähig, würde sich der gesamte Strom auf nur ein Filament konzentrieren, ohne Begrenzung würde ein Lichtbogen entstehen.
Sowohl im Glas als auch in der Umgebungsluft tritt der Strom als dielektrischer Verschiebungsstrom auf. Leitende Objekte in der Nähe oder auf der Kugel führen und konzentrieren diesen Strom: Legt man z. B. seine Hand an das Glas, so wird von den Kontaktflächen ausgehend die Entladung stärker. Der Strom wird teilweise über die Haut gegen Erde abgeführt, was aber wegen des Skin-Effektes nicht spürbar ist. Elektronische Geräte wie Touchpads in Laptops, tragbare Musikspieler, Radioempfänger und ähnliche Geräte können in der Nähe der Lampe in ihrer Funktion gestört sein. LEDs und Gasentladungslampen wie Leuchtstofflampen und Glimmlampen können zum Leuchten angeregt werden. Das Glas sollte UV-dicht sein, sonst schädigt die Strahlung die Augen und erzeugt in der umgebenden Luft Ozon.
In den 1980er Jahren wurde die Schaltung aus der Zeilenablenkung eines Fernsehers mit Bildröhre verwendet; daher konnte das Gerät preiswert aus Großserienteilen hergestellt werden.

## Varianten
Es gibt auch Plasmascheiben (siehe auch Planon), bei denen nicht eine Glaskugel, sondern eine flache, mit Phosphor versehene Oberfläche in einem flachen Glas deutlich sichtbare Blitze zeigt. Zu sehen sind diese beispielsweise in den Star-Trek-Spielfilmen und -Fernsehserien in den Alkoven der Borg (grünlich leuchtende Plasmascheibe über der Borg-Drohne).
Eine weitere Variante ist die Plasmaröhre. Hier wird die Beleuchtung in einem zylinderförmigen Körper erzeugt. Für medizinische Anwendungen waren Plasmaröhren auch als Violet Wand bekannt.

## Trivia
Die weltgrößte Plasmakugel mit einem Durchmesser von einem Meter steht im Swiss Science Center Technorama in Winterthur in der Schweiz.
Die ARD-Wissenschaftssendung Kopfball hatte bis Oktober 2003 eine Plasmakugel (den „Kopfball“) als Preis.